# U-574
| U-574                      | U-574                                                          | U-574                                                          |
| -------------------------- | -------------------------------------------------------------- | -------------------------------------------------------------- |
|                            |                                                                |                                                                |
|                            |                                                                |                                                                |
|                            |                                                                |                                                                |
| Під прапором               | Третій рейх                                                    | Третій рейх                                                    |
| Спуск на воду              | 12 квітня 1941 року                                            | 12 квітня 1941 року                                            |
| Виведений зі складу флоту  | 19 грудня 1941 року                                            | 19 грудня 1941 року                                            |
| Сучасний статус            | затоплений                                                     | затоплений                                                     |
| Проєкт                     |                                                                |                                                                |
| Тип ПЧ                     | Торпедний ДПЧ                                                  | Торпедний ДПЧ                                                  |
| Основні характеристики     |                                                                |                                                                |
| Швидкість (надводна)       | 17,7 вузлів                                                    | 17,7 вузлів                                                    |
| Швидкість (підводна)       | 7,6 вузлів                                                     | 7,6 вузлів                                                     |
| Робоча глибина занурення   | 100 м                                                          | 100 м                                                          |
| Гранична глибина занурення | 220 м                                                          | 220 м                                                          |
| Екіпаж                     | 44 осіб                                                        | 44 осіб                                                        |
| Розміри                    |                                                                |                                                                |
| Довжина найбільша (по КВЛ) | 67,1 м                                                         | 67,1 м                                                         |
| Ширина корпусу найб.       | 6,2 м                                                          | 6,2 м                                                          |
| Висота                     | 9,6 м                                                          | 9,6 м                                                          |
| Середня осадка (по КВЛ)    | 4,70 м                                                         | 4,70 м                                                         |
| Водотоннажність надводна   | 769 т                                                          | 769 т                                                          |
| Озброєння                  |                                                                |                                                                |
| Артилерія                  | одна палубна гармата калібру 88-мм, одна 20-мм зенітна гармата | одна палубна гармата калібру 88-мм, одна 20-мм зенітна гармата |
| Торпедно- мінне озброєння  | 4 носових і один кормовий ТА. 14 торпед або 26 мін             | 4 носових і один кормовий ТА. 14 торпед або 26 мін             |

U-574 — німецький підводний човен типу VIIC, часів Другої світової війни.
Замовлення на будівництво човна було віддане 24 жовтня 1939 року. Човен був закладений на верфі суднобудівної компанії «Blohm + Voss» у Гамбурзі 15 червня 1940 року під будівельним номером 550, спущений на воду 12 квітня 1941 року, 12 червня 1941 року увійшов до складу 1-ї флотилії. Єдиним командиром човна був оберлейтенант-цур-зее Дітріх Гендельбах.
Човен зробив 1 бойовий похід, у якому потопив 1 військовий корабель (1 190 т).
19 грудня 1941 року потоплений у Північній Атлантиці східніше Понта-Делгада (38°12′ пн. ш. 17°23′ зх. д. / 38.200° пн. ш. 17.383° зх. д.) тараном та глибинними бомбами британського шлюпу «Сторк». 28 членів екіпажу загинули, 16 врятовано.

## Потоплені та пошкоджені кораблі[3]
| Назва    | Тип      | Належність      | Дата           | Тоннаж (БРТ) | Вантаж | Статус    | Місце                                                       |
| «Стенлі» | есмінець | Велика Британія | 19 грудня 1941 | 1 190        |        | потоплено | 38°12′ пн. ш. 17°23′ зх. д. / 38.200° пн. ш. 17.383° зх. д. |